# 아방카이

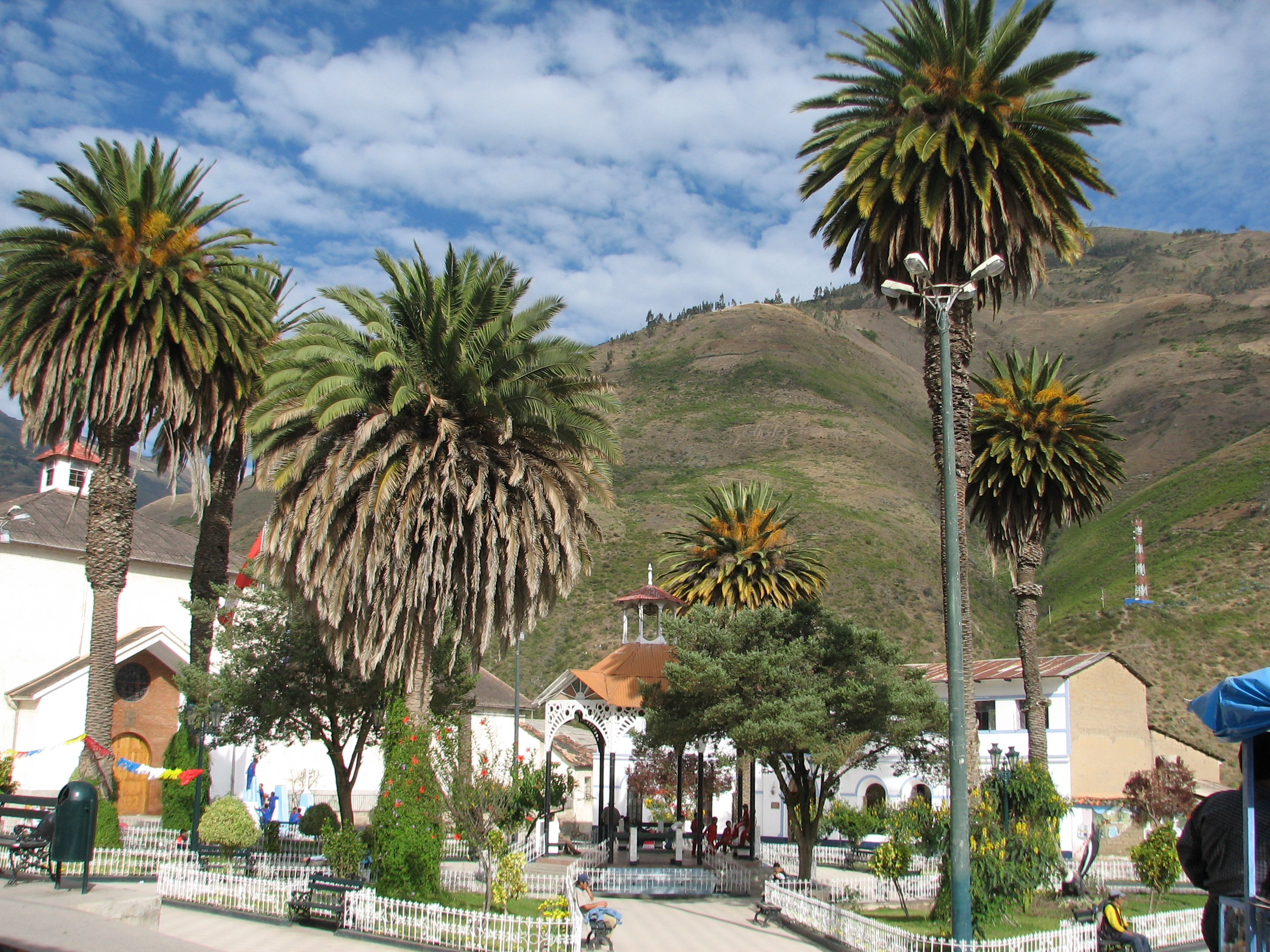
아방카이

아방카이(스페인어: Abancay)는 페루 중남부에 위치한 도시로 아푸리막주의 주도이며 높이는 2,377m, 인구는 58,741명(2015년 기준)이다. 안데스산맥 중앙부에 위치한다.